# کاروانسرای قبله
کاروانسرای قبله مربوط به دوره قاجار است و در همدان، میدان امام خمینی، خیابان باباطاهر، راسته قبله، کاروانسرای قبله واقع شده و این اثر در تاریخ ۱۸ اسفند ۱۳۸۷ با شمارهٔ ثبت ۲۵۱۲۴ به‌عنوان یکی از آثار ملی ایران به ثبت رسیده است.